# Gimel-les-Cascades
Gimel-les-Cascades ist eine französische Gemeinde mit 765 Einwohnern (Stand 1. Januar 2022), gelegen im Département Corrèze in der Region Nouvelle-Aquitaine. Die Einwohner nennen sich Gimelois(es).

## Geografie

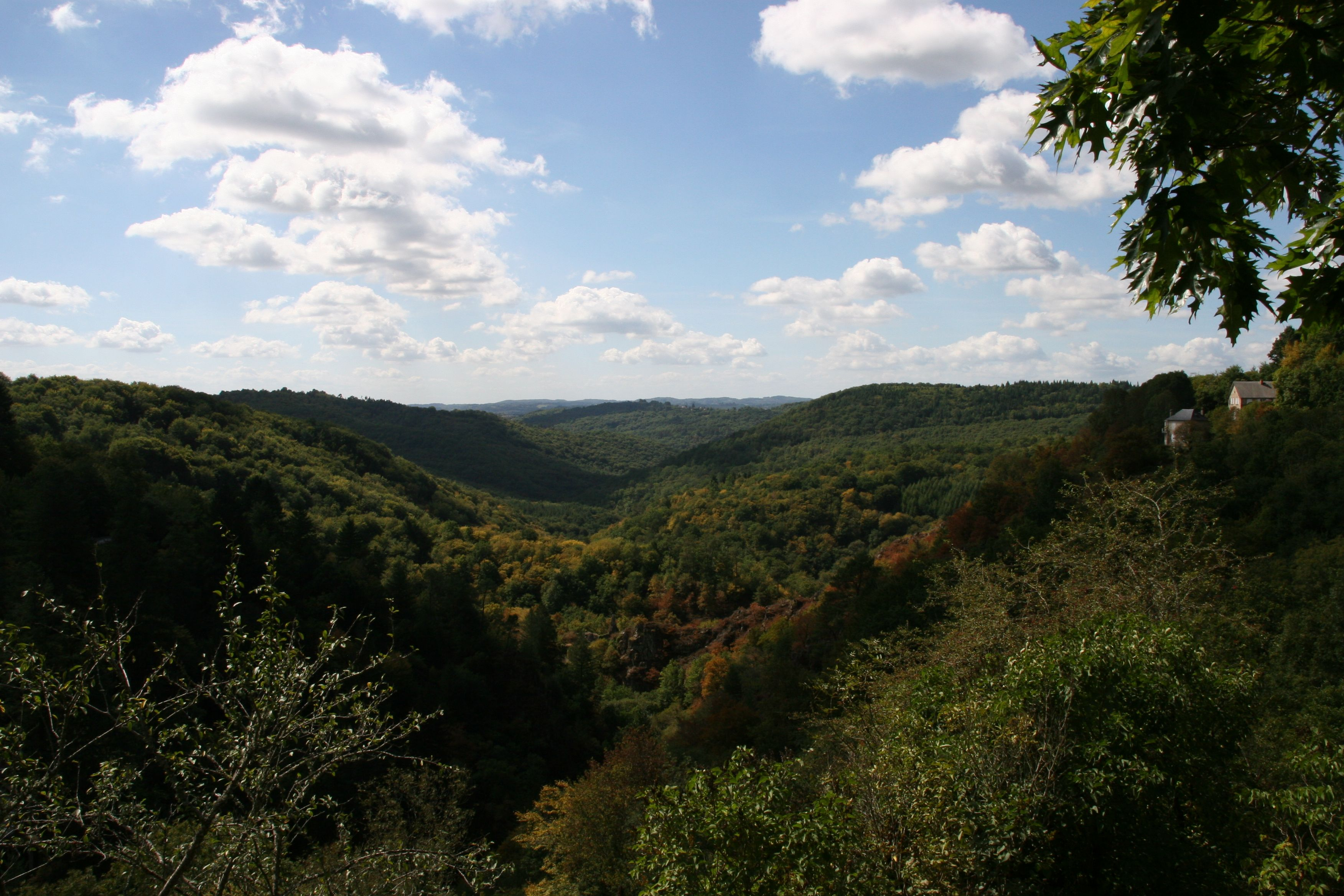
Die Wälder von Gimel

Die Gemeinde liegt im Zentralmassiv und ist von ausgedehnten Wäldern umgeben, deren Lebensader der Fluss Montane ist. Die Montane bildet im Süden auch die Gemeindegrenze zu Chanac-les-Mines. So durchquert die Autobahn A89 das Gemeindegebiet, dessen  Abfahrt Nr. 21 u. a. nach Gimel-les-Cascades führt. Ferner durchziehen einige Départementsstraßen das Gemeindegebiet, darunter die D1089 (die alte Route nationale 89).

### Nachbargemeinden
| Les Angles-sur-Corrèze | Bar                                         | Corrèze                |
| Naves                  | Kompassrose, die auf Nachbargemeinden zeigt | Saint-Priest-de-Gimel  |
| Tulle                  | Chanac-les-Mines                            | Saint-Martial-de-Gimel |

## Geschichte
Bewohnt ist die Region schon früh in vorgeschichtlicher Zeit, auch die gallisch-römische Ära hat hier ihre Spuren hinterlassen. Geschichtlich erwähnt wurde Gimel mit seiner Kirche St. Pardoux erst im Jahre 936.
Während der Hugenottenkriege wurde Gimel im Jahre 1594 von Truppen der Katholischen Liga überfallen.
1974 wurde Gimel in Gimel-les-Cascades umbenannt.

### Gemeindewappen
Blasonierung: Neunmal von Silber und Blau geteilt mit rotem Schrägbalken.
Das Wappen der Gemeinde Gimel-les-Cascades ist identisch mit dem der Stadt Parthenay und den Herren von Parthenay. Das Ursprungswappen (silberne und blaue Streifen) ist das des Hauses Lusignan aus dem Département Vienne. Das Haus Parthenay war durch Heirat mit dem Hause Lusignan verbunden. Ebenso leitet sich die Herkunft der Leute in Gimel vom Hause Lusignan ab.

## Einwohnerentwicklung
| Jahr      | 1961 | 1968 | 1975 | 1982 | 1990 | 1999 | 2008 | 2016 |
| Einwohner | 601  | 558  | 494  | 553  | 655  | 630  | 704  | 787  |

## Kultur

### Naturdenkmale
- Die Wasserfälle von Gimel, seit 1912 ein französisches Naturdenkmal

### Sehenswürdigkeiten
- Kirche St. Pardoux von Gimel, sie stammt aus dem 15. Jahrhundert. Ihr charakteristisches Merkmal ist der Glockengiebel.
- Schlossruine
- Kirche Saint-Étienne de Braguse

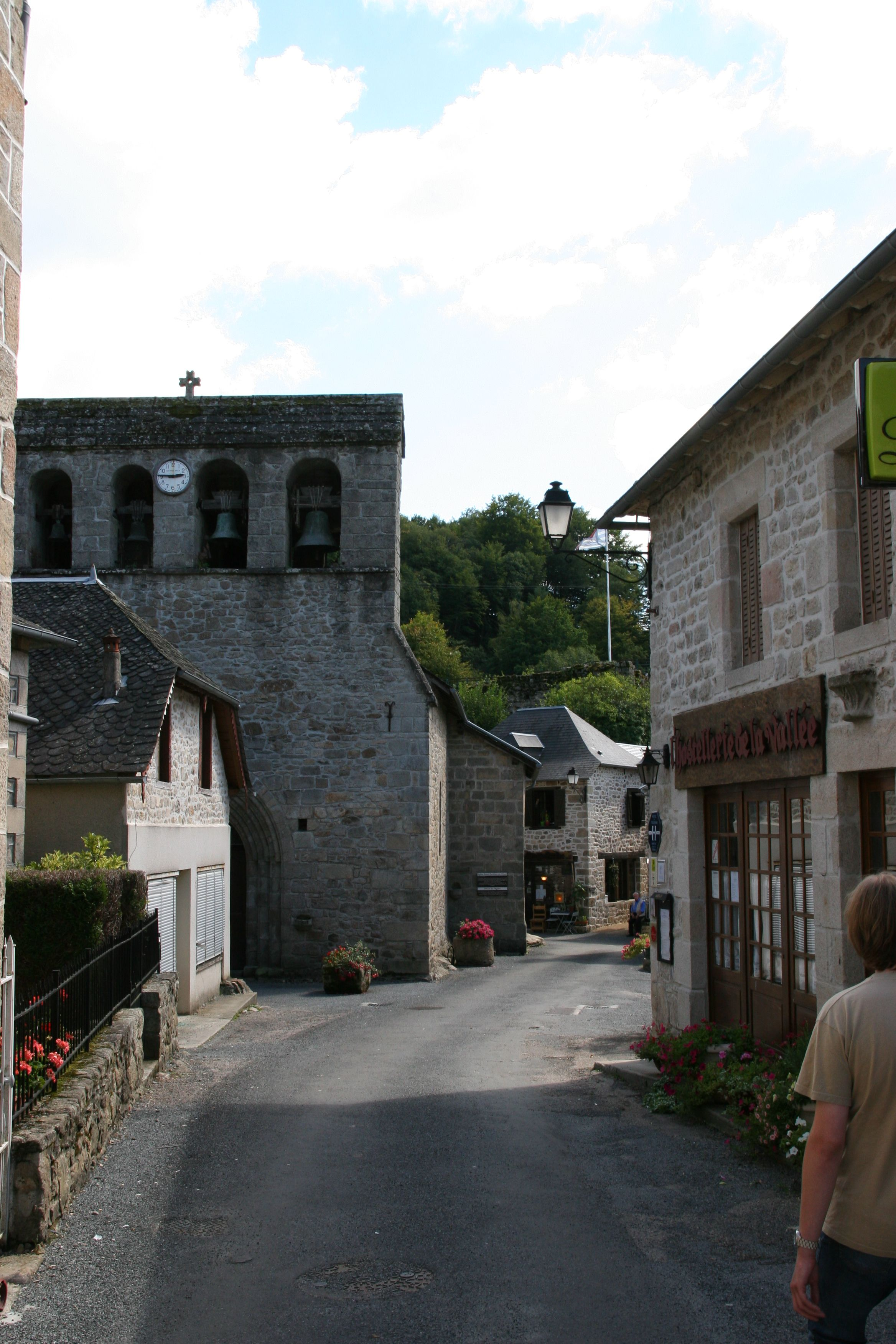
Kirche St. Pardoux
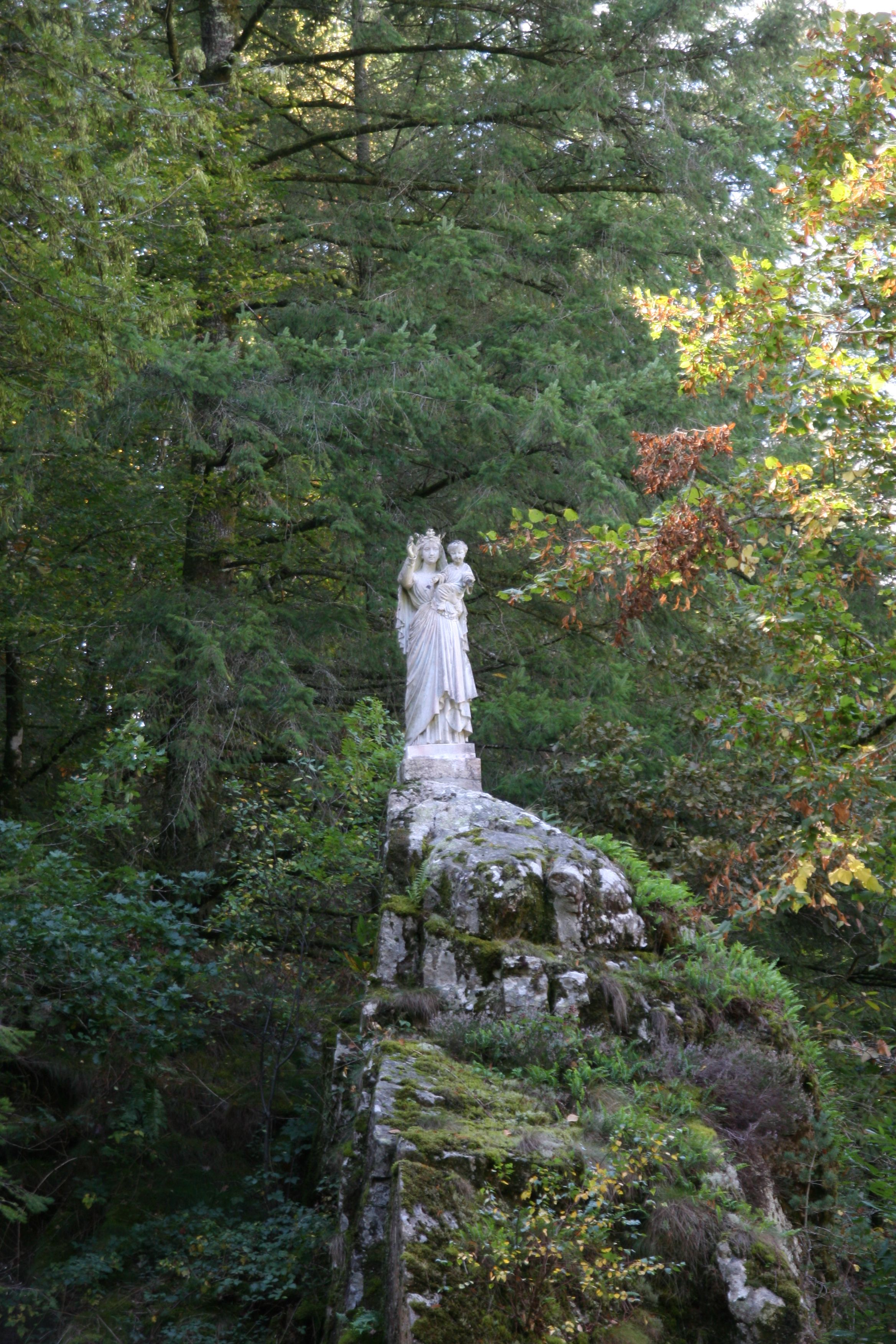
Marienstatue von Saint-Dumine